# Molho barbecue
O molho barbecue (conhecido pela abreviação BBQ) é o nome genérico de uma variedade de molhos de sabor forte, com ingredientes doces-ácidos, habitualmente empregados em churrascos e outros pratos com base em carne assada.  Menos frequentemente, acompanha outros alimentos como por exemplo batata frita e certas pizzas, por vezes substituindo o molho de tomate.
Seu uso como acompanhamento para carne de porco e de frango é particularmente tradicional nos Estados Unidos.
Vale ressaltar que nos Estados Unidos preocupa-se mais com o sabor do molho que vão colocar sobre o churrasco do que com a própria carne em questão.

## Características
O molho barbecue inclui ingredientes doces, apimentados e ácidos. Via de regra enfatiza-se o sabor defumado típico do churrasco. A receita varia, mas ingredientes típicos incluem o molho de tomate, vinagre, especiarias e adoçantes como Pápricas Doce e Picante, Açúcares comum e Mascavo, Pimentas e etc.